# كارل غريغ
كارل غريغ (Carl Griag) من مواليد 22 مايو 1969.هو دي جي ومنتج أسطوانات أمريكي مختص في موسيقى الرقص الإلكترونية .

## روابط خارجية
- كارل غريغ على موقع ميوزك برينز (الإنجليزية)
- كارل غريغ على موقع رولينغ ستون (الإنجليزية)
- كارل غريغ على موقع أول ميوزيك (الإنجليزية)
- كارل غريغ على موقع ديسكوغز (الإنجليزية)